# Luna E–8–5–402
Luna E–8–5–402 (Luna–15B) harmadik generációs szovjet holdszonda, a Luna-program része.

## Küldetése
Feladata lett volna, hogy a Hold körüli pályáról sima leszállást hajtson végre, majd talajmintavételt követően felszállva a mintákat a Földre hozza.

## Jellemzői
Építette és üzemeltette az OKB–1 (oroszul: Особое конструкторское бюро №1, ОКБ-1), később Lavocskin-tervezőiroda.
1969. június 14-én a Bajkonuri indítóbázisról négylépcsős, az emelkedést segítő szilárd hajtóanyagú segédrakéták párhuzamos elrendezésével, egy Proton-K hordozórakétával (8K78K) kívánták Föld körüli parkolópályára  állítani. Tömege 5590 kilogramm volt. Az utolsó fokozat hajtóművének újraindításával kívánták elérni a szökési sebességet. Technikai okok miatt nem sikerült az utolsó fokozat újraindítása. Az űreszköz belépett a légkörbe és elégett.